# Eleição municipal de Palmas em 2020
A eleição municipal da cidade de Palmas em 2020 ocorreu no dia 15 de novembro (primeiro turno), com o objetivo de eleger um prefeito, um vice-prefeito e 19 vereadores responsáveis pela administração da cidade, com início em 1 de janeiro de 2021 e com término em 31 de dezembro de 2024. Este processo eleitoral está marcado pela intensa sucessão para o cargo ocupado pela atual prefeita Cínthia Ribeiro, do PSDB, apta para concorrer à reeleição, com atuais 18 possíveis candidaturas de heterogêneos partidos políticos da cidade de Palmas.
Originalmente, as eleições ocorreriam em 4 de outubro (primeiro turno) e 25 de outubro (segundo turno) (para cidades acima de 200 mil habitantes), porém, com o agravamento da pandemia do novo coronavírus (SARS-CoV-2), causador da Covid-19, as datas foram modificadas com a promulgação da Emenda Constitucional nº 107/2020.

## Contexto político e pandemia
As eleições municipais de 2020 estão sendo marcadas, antes mesmo de iniciada a campanha oficial, pela pandemia do coronavírus SARS-CoV-2 (causador da COVID-19), o que está fazendo com que os partidos remodelem suas metodologias de pré-campanha. O Tribunal Superior Eleitoral (TSE) autorizou os partidos a realizarem as convenções para escolha de candidatos aos escrutínios por meio de plataformas digitais de transmissão, para evitar aglomerações que possam proliferar o vírus. Alguns partidos recorreram a mídias digitais para lançar suas pré-candidaturas. Além disso, a partir deste pleito, será colocada em prática a Emenda Constitucional 97/2017, que proíbe a celebração de coligações partidárias para as eleições legislativas, o que pode gerar um inchaço de candidatos ao legislativo. Conforme reportagem publicada pelo jornal Brasil de Fato em 11 de fevereiro de 2020, o país poderá ultrapassar a marca de 1 milhão de candidatos a prefeito, vice-prefeito e vereador neste escrutínio, o que não seria necessariamente bom, na opinião do professor Carlos Machado, da Universidade de Brasília (UnB): “Temos o hábito de criticar de forma intensa a coligação partidária, sem parar para refletir sobre os elementos positivos dela. O número de candidatos que um partido pode apresentar numa eleição, varia se ele estiver dentro de uma coligação, porque quando os partidos participam de uma coligação, eles são considerados como um único partido", afirmou Machado na reportagem.

## Candidatos[1]
| Nº | Pré-candidato(a)     | Partido       | Vice                        | Coligação                                                                                            |
| -- | -------------------- | ------------- | --------------------------- | --- |
| 10 | Gil Barison          | Republicanos  | Tenente Gilberto (PRTB)     | "Aliança por Palmas" - Republicanos - PRTB - DC                                                      |
| 13 | Vilela do PT         | PT            | Naiara (PT)                 | Sem coligação                                                                                        |
| 17 | Vanda Monteiro       | PSL           | Gerson Alves (PSL)          | Sem coligação                                                                                        |
| 19 | Alan Barbiero        | PODE          | Micheline Cavalcante (PODE) | Sem coligação                                                                                        |
| 35 | Joaquim Rocha        | PMB           | Domingos Tocantins (PMB)    | Sem coligação                                                                                        |
| 36 | Max Dornellys        | PTC           | Jacy Vieira (PTC)           | Sem coligação                                                                                        |
| 40 | Tiago Amastha        | PSB           | Nilmar Ruiz (PL)            | "A Retomada, pra Uma Palmas Melhor de Novo" - PSB - PL - PP - PSD - Cidadania                        |
| 43 | Marcelo Lelis        | PV            | Milton Neris (PDT)          | "Frente Livre por Palmas" - PV - PDT - PCdoB                                                         |
| 45 | Cinthia Ribeiro      | PSDB          | Lucas Meira (PSDB)          | "Palmas Só Melhora!" - PSDB - MDB - REDE - DEM - Patriota - Avante                                   |
| 50 | Professor Bazzoli    | PSOL          | Lucia Viana (PSOL)          | Sem coligação                                                                                        |
| 77 | Eli Borges           | Solidariedade | Joseph Ribamar (PTB)        | "Um Novo Tempo! Valorizando Honestidade Família, Governando com Deus e o Povo" - Solidariedade - PTB |
| 90 | Professor Júnior Geo | PROS          | Rose Damaso (PSC)           | "Palmas no Caminho Certo" - PROS - PSC                                                               |

## Debates televisionados

### Primeiro turno
| Data          | Organizador(es)    | Alan Barbieiro (Podemos) | Professor Bazzoli (Psol) | Cinthia Ribeiro (PSDB) | Eli Borges (Solidariedade) | Barison (Republicanos) | Professor Júnior Geo (Pros) | Marcelo Lelis (PV) | Thiago Amastha Andrino (PSB) | Vanda Monteiro (PSL) | Vilela do PT (PT) |
| ------------- | ------------------ | ------------------------ | ------------------------ | ---------------------- | -------------------------- | ---------------------- | --------------------------- | ------------------ | ---------------------------- | -------------------- | ----------------- |
| 31 de outubro | TV Jovem           | Presente                 | Presente                 | Presente               | Presente                   | Presente               | Presente                    | Presente           | Presente                     | Presente             | Presente          |
| 31 de outubro | TV Norte Tocantins | Presente                 | Presente                 | Presente               | Presente                   | Presente               | Presente                    | Presente           | Presente                     | Presente             | Presente          |

## Resultados

### Prefeitura
Fonte: TSE
| Candidato(a)               | Vice                        | 1º turno 15 de novembro de 2020 | 1º turno 15 de novembro de 2020 |
| Candidato(a)               | Vice                        | Votos                           | Porcentagem                     |
| -------------------------- | --------------------------- | ------------------------------- | ------------------------------- |
| Cinthia Ribeiro (PSDB)     | André Gomes (PSDB)          | 46.243                          | 36,24%                          |
| Júnior Geo (PROS)          | Rose Damaso (PSC)           | 18.523                          | 14,52%                          |
| Eli Borges (Solidariedade) | Joseph Ribamar (PTB)        | 16.582                          | 13,00%                          |
| Tiago Amastha (PSB)        | Nilmar Ruiz (PL)            | 15.707                          | 12,31%                          |
| Vanda Monteiro (PSL)       | Gerson Alves (PSL)          | 11.079                          | 8,68%                           |
| Gil Barison (Republicanos) | Tenente Gilberto (PRTB)     | 7.654                           | 6,00%                           |
| Marcelo Lélis (PV)         | Milton Neris (PDT)          | 4.281                           | 3,36%                           |
| Vilela do PT (PT)          | Naiara (PT)                 | 3.402                           | 2,67%                           |
| Alan Barbiero (PODE)       | Micheline Cavalcante (PODE) | 2.028                           | 1,59%                           |
| Professor Bazzoli (PSOL)   | Lúcia Viana (PSOL)          | 1.060                           | 0,83%                           |
| Max Dornellys (PTC)        | Jacy Vieira (PTC)           | 627                             | 0,49%                           |
| Joaquim Rocha (PMB)        | Domingos Tocantins (PMB)    | 407                             | 0,32%                           |
| Total de votos válidos     | Total de votos válidos      | 127.593                         | 100%                            |
| → Votos válidos            | → Votos válidos             | 127.593                         | 92,10%                          |
| → Votos brancos            | → Votos brancos             | 3.550                           | 2,57%                           |
| → Votos nulos              | → Votos nulos               | 7.388                           | 5,33%                           |
| Total de votos             | Total de votos              | 138.531                         | 100%                            |